# Chołmieczi
Chołmieczi (ros. Холмечи) – osiedle w Rosji, w obwodzie briańskim, w rejonie suziemskim. W 2021 liczyło 399 mieszkańców.